# Armilla antibales

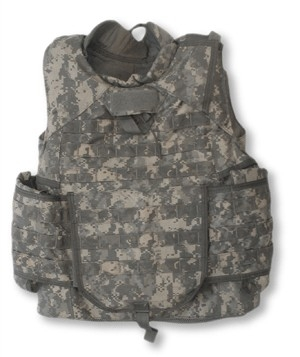
Armilla antibales.

Una armilla antibales és una peça protectora que absorbeix l'impacte de bales, resquills d'explosions... evitant que el portador en resulti ferit. Les armilles modernes estan fetes amb fibres de poliamides, com el Kevlar, que poden anar combinades amb diferents plaques de materials metàl·lics o ceràmics per una millor protecció.
Bàsicament hi ha dos tipus d'armilla. En primer lloc les lleugeres, que usen els cossos policials i resisteixen projectils d'armes de foc curtes i alhora ofereixen comoditat al portador. I després hi ha les armilles pesants, o de protecció contra grans impactes, que poden resistir metralla d'explosius o bales de municions de guerra i que solen dur els soldats.
Per altra banda hi ha les armilles antipunxades, que protegeixen d'armes blanques, i les antitrauma, que protegeixen d'armes contundents. Aquests dos tipus d'armilla poden anar en conjunt amb les armilles pròpiament antibala oferint una defensa sòlida contra un ampli ventall d'armes. Un exemple d'armilla combinada és l'armilla duet de la Brigada Mòbil, que és una barreja d'armilla antibala i antitrauma.
Una protecció completa moderna pot combinar una armilla antibales amb altres peces protectores com un casc, genolleres, canyelleres…

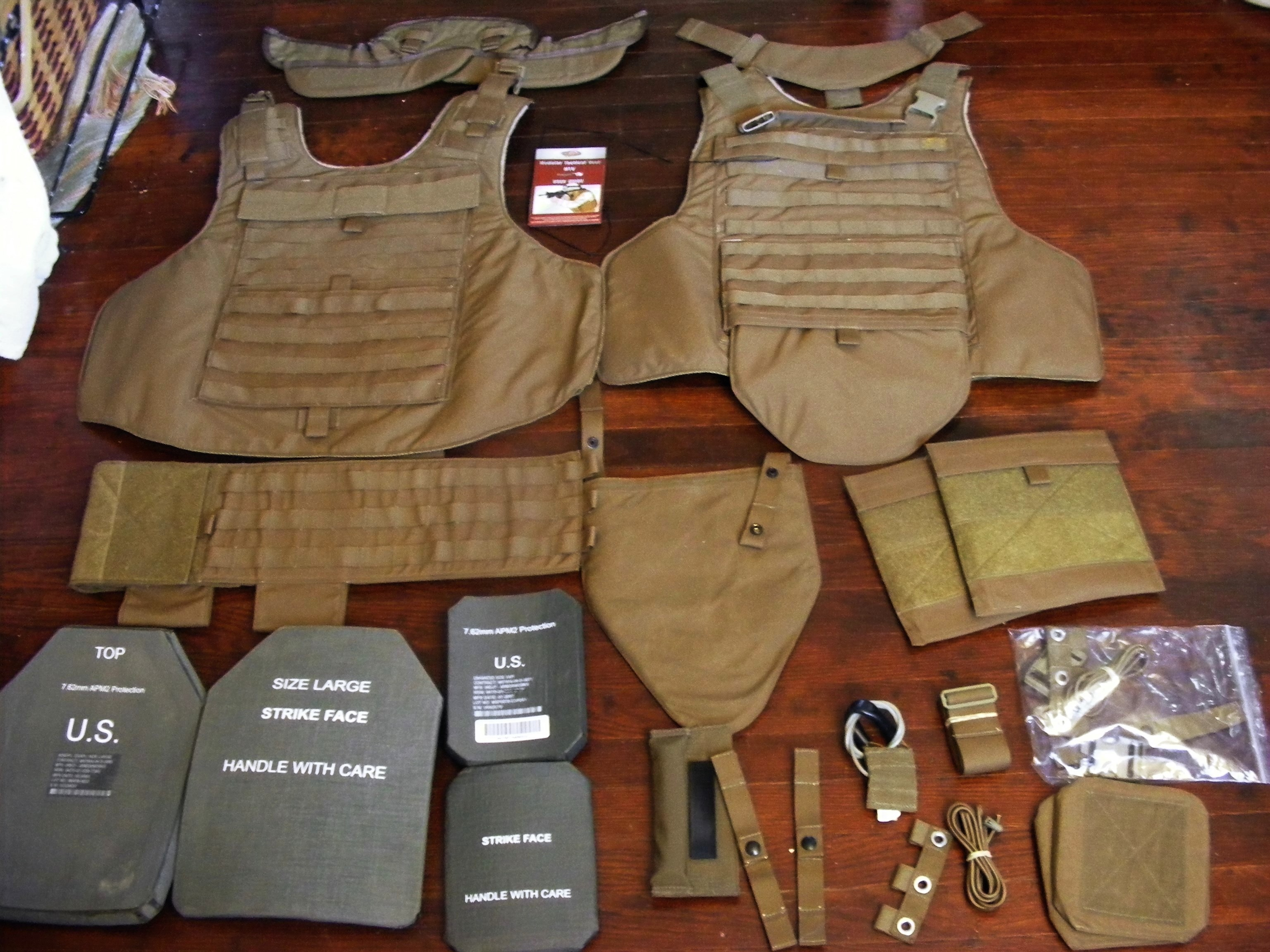
Fotografia de l'especejament d'una armilla antibales dels EUA.

Les armilles antibales usen capes de fibra resistent per aturar i deformar la bala, escampant la seva força sobre una gran superfície de l'armilla. L'armilla absorbeix l'energia del projectil deformant-lo, i parant-lo abans que penetri completament l'armilla. Algunes capes poden ser penetrades però, a mesura que la bala es va deformant, l'energia és absorbida per una superfície cada vegada més gran. Encara que l'armilla pugui evitar la penetració de la bala, tant l'armilla, com la persona que l'usa, absorbeixen l'energia del projectil. Així doncs, fins i tot sense penetració, les bales de pistoles modernes disposen de prou energia per causar un traumatisme a la zona d'impacte. Les especificacions de l'armilla inclouen la resistència de penetració i la quantitat d'energia que rep el cos de la persona. Les armilles poden incloure capes d'altres materials (com acer o titani), ceràmica o polietilè que proveeixen de protecció extra les àrees vitals. Aquestes capes addicionals són efectives contra totes les pistoles i contra alguns fusells. Aquests agregats són comuns a les armilles militars, ja que les armilles normals no són eficaces contra la munició militar. Els guàrdies de seguretat solen utilitzar armilles especials dissenyades específicament per a ganivets i objectes esmolats, incorporant capes de teixits sintètics densos o teixits sintètics laminats i components metàl·lics.

## Història

### Edat moderna
L'any 1538, Francesco Maria della Rovere va encarregar a Filippo Negroli la creació d'una armilla a prova de bales. El 1561, Maximilià II va provar la seva armadura contra una arma de foc. També, l'any 1590, Sir Henry Lee, esperava que la seva armadura Greenwich fos a prova de bales, tot i que la seva efectivitat va crear polèmica. A la fi del segle xvi, el terme «a prova de bales» s'usava per designar una armadura on es pogués observar l'abonyegament produït per una bala, que demostrava la seva resistència contra la penetració de projectils.

### 1800-1930
La primera armilla antibales lleugera, Myunjebaegab, va ser inventada a Joseon, Corea, l'any 1860, poc després de la campanya francesa contra Corea. Heungseon Daewongun va ordenar la confecció d'armilles antibales per l'increment d'amenaces de part dels exèrcits occidentals. Kim Gi-Doo i Gang Yoon van descobrir que el cotó podia resistir els projectils, si era prou dens. Sabent això van dissenyar armilles compostes de 30 capes de cotó. Aquestes armilles van ser usades a la batalla durant l'expedició dels Estats Units a Corea, quan la marina estatunidenca va atacar l'illa de Ganghwa l'any 1871. L'exèrcit estatunidenc es va apoderar d'una de les armilles antibales i se la va endur als Estats Units, on va ser guardada al Museu Smithsonian fins al 2007. Aquell any, l'armilla va ser retornada a Corea, on ara s'exposa al públic.
Un dels primers casos on es van usar armilles antibales i se'n té constància va esdevenir-se el 1879, quan una banda de pròfugs australians dirigida per Ned Kelly va fabricar armadures a partir de ferralla. L'armadura cobria els seus torsos, avantbraços i cuixes, a més a més, també duien un casc. Els vestits artesanals pesaven 44 kg (96 lliures), i van dificultar els moviments dels membres de la banda durant una batuda policial a Glenrowan el 1880. Van resultar inútils, ja que els vestits no protegien les cames.

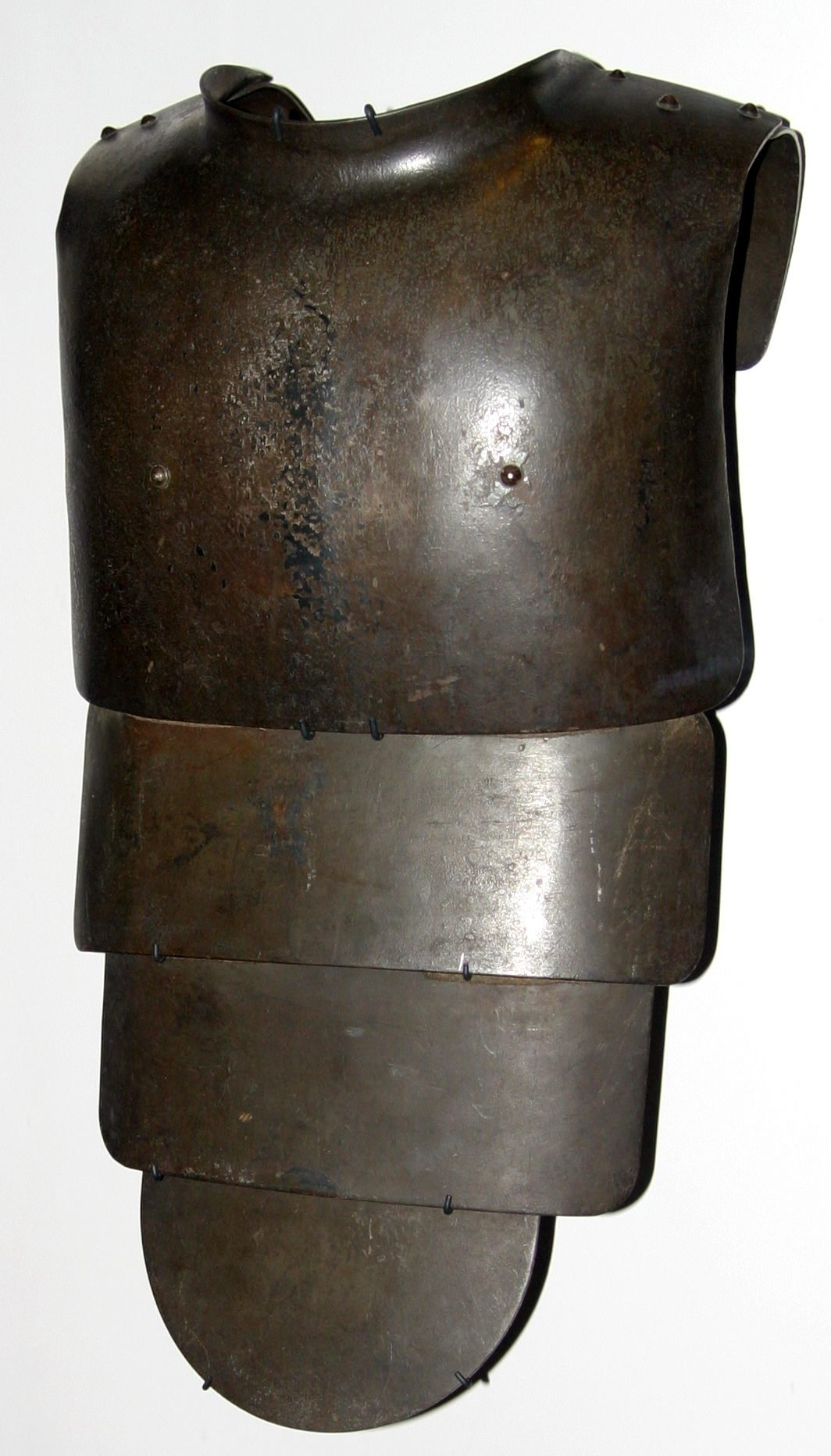
Protecció alemanya de la Infanterie-Panzer durant la Primera Guerra Mundial, l'any 1918.

A principis dels anys 1880, el doctor George Emery Goodfellow d'Arizona va començar a fer investigacions amb armilles de seda semblants als gipons medievals, que tenien entre 18 i 30 capes de roba per protegir a l'usuari de les fletxes. L'interès del doctor Goodfellow amb les armilles antibales de seda va augmentar després de conèixer diversos casos on la tela de seda va aminorar l'impacte de bales al cos de persones que van ser atacades amb armes de foc.
Casimir Zeglen, originari de Chicago, es va basar en les troballes de Goodfellow per desenvolupar una armilla antibales feta de tela de seda a la fi del segle xix, que podia aturar les bales relativament lentes disparades per pistoles de cartutxos amb pólvora negra. Aquestes armilles costaven 800$ cadascuna l'any 1914, una petita fortuna en aquell temps. El 28 de juny de 1914, l'arxiduc Francesc Ferran, hereu del tron austrohongarès, portava una armilla antibales de seda quan va ser atacat per un pistoler. Com que el tret va impactar-li al coll l'armilla no el va protegir. Un armilla similar, fabricada per Jan Szczepanik l'any 1901, va salvar la vida d'Alfons XIII quan un assassí li va disparar.
Durant la Primera Guerra Mundial, els Estats Units van desenvolupar diversos tipus de blindatge corporal, incloent-hi el Brewster Body Shield fet d'acer i crom-níquel. Aquesta protecció estava composta per un plastró i un casc que podien resistir les bales de metralladora Lewis (amb una velocitat de 820 m/s), però pesava 18 kg i dificultava el moviment del soldat. També es va dissenyar una armilla composta per escates d'acer sobreposades i fixades a un folre de cuir. Aquest model pesava 5 kg, s'adaptava al cos, i era considerat més confortable.
A final dels anys 1920 i començament dels 30, els pistolers de les bandes criminals que operaven als Estats Units van començar a utilitzar armilles menys costosos, fetes de tela i farcides de cotó. Aquestes primeres armilles podien absorbir l'impacte de bales de pistola de calibres petits com la .22 Long Rifle, .25 ACP, 32 S&W, 32 S&W Llarg, 380 ACP i .45 ACP, que van a velocitats majors a 300 m/s. Per enfrontar-se a aquestes armilles, els agents de l'FBI, van començar a emprar el nou, i més potent, cartutx 38 Super i més tard, el .357 Magnum.

### Segona Guerra Mundial

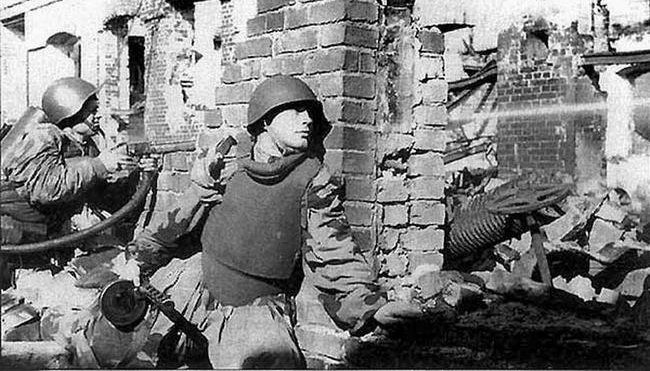
Fotografia d'un soldat soviètic de la Segona Guerra Mundial armat amb un subfusell PPSh-41 i equipat amb un plastró d'acer SN-42.

Durant les primeres etapes de la Segona Guerra Mundial, els Estats Units van dissenyar plastrons per la infanteria, però la majoria dels models eren massa pesants i limitaven el moviment en combat, a més de ser incompatibles amb l'equipament existent. Les forces armades van derivar els seus esforços a desenvolupar jaquetes resistents a la metralla dels canons antiaeris per les tripulacions de bombarders. Aquestes jaquetes estaven fetes de tela de niló amb plaques d'acer al seu interior i podien aturar els resquills dels projectils antiaeris, i també podien parar bales de baix calibre a una distància moderada, però no havien estat dissenyades per aturar bales de metralladora.
L'Exèrcit Britànic, i també part de l'Exèrcit Canadenc (la 2a Divisió Canadenca d'Infanteria), va dotar d'armilles antibales als seus metges destacats a l'Europa nord-occidental. L'Exèrcit Imperial Japonès va produir uns quants tipus d'armadures per la infanteria durant la Segona Guerra Mundial, però no van reeixir. A mitjans de 1944, es va reiniciar als Estats Units el desenvolupament de proteccions a prova de bales. Es van produir i testar diversos tipus d'armilla a les forces armades estatunidenques, com ara el T34, el T39, el T62E1 i l'M12.
L'Exèrcit Roig va intentar desenvolupar diferents tipus d'armadures. Tot i que se'n van provar moltes, només l'SN-42 es va acabar produint (Stalynoi Nagrudnik, plastró d'acer en rus on el número indica l'any en què va ser dissenyat). Aquest element defensiu consistia en dues planxes d'acer premsades que protegien el pit i el baix ventre. El plastró tenia un gruix de 2 mm i pesava 3,5 kg. Aquesta armadura era subministrada als SHISBr (enginyers d'assalt) i els Tankodesantniki (tropes d'assalt que anaven sobre els tancs) d'algunes brigades de tancs. L'armadura SN protegia a l'usuari de les bales de 9 mm disparades pels subfusells MP40 a uns 50 metres, fent-lo útil a les batalles urbanes, com la batalla de Stalingrad. Però el pes de l'SN el feia poc pràctic per ser emprat per la infanteria a camp obert.
Cap al final de la guerra, els Estats Units van desenvolupar l'armilla Doron, una làmina feta amb fibra de vidre comprimida amb resines. Aquestes armilles eren una combinació de teles de niló que al seu interior sostenien les plaques de fibra de vidre. Es van fer servir per primera vegada a la batalla d'Okinawa de 1945, on es va demostrar que podia aturar bales de baix calibre i resquills de granades, tot i que generalment eren armilles molt poc efectives contra bales d'alt calibre disparades per metralladores o fusells.

### 1950-1970
Durant la Guerra de Corea es van produir noves armilles, incloent-hi l'M-1951, que estava composta per segments de plàstic reforçat amb fibra o alumini, intercalats en una armilla de niló. Aquestes armilles van disminuir de manera significativa el pes, però no eren eficients aturant bales i resquills, tot i que oficialment podien parar bales de pistola Tokarev 7,62 x 25 disparades a boca de canó. Desenvolupats per Natick Laboratories i introduïts el 1967, els portaplaques T65-2 van ser les primeres armilles dissenyades per dur plaques ceràmiques dures. Això feia que les armilles poguessin aturar bales de fusell de calibre 7. Anomenades "Chicken Plates" les plaques es fabricaven amb carbur de bor, carbur de silici o òxid d'alumini i es repartien a les tripulacions d'aeronaus que volaven a baixa altitud, com l'UH-1 o l'UC-123 durant la Guerra del Vietnam.
L'any 1969 es va fundar l'American Body Armor, que va començar a produir una combinació patentada de niló encoixinat amb múltiples planxes d'acer. Aquest tipus de protecció es va vendre a les agències policials estatunidenques per Smith & Wesson sota la marca "Barrier Vest". L'armilla Barrier va ser la primera armilla policial àmpliament usada en operacions d'alt risc.
A mitjans de la dècada dels 70, DuPont va introduir la fibra sintètica Kevlar, que era teixida i aplicada en capes. El Kevlar va ser immediatament inclòs en un programa d'avaluació d'un grup de prova del National Institute of Justice, que buscava proteccions lleugeres i fàcils d'amagar pels agents de policia. Al mateix temps, volien determinar si era possible que ho usessin cada dia. Lester Shubin, un administrador de programes del NIJ, va conduir aquest estudi de factibilitat amb unes quantes grans agències policials seleccionades, determinant que les armilles de Kevlar podien ser usades diàriament pels policies.
L'any 1975, Richard A. Armellino, fundador d'American Body Armor, va anunciar una armilla feta totalment de Kevlar anomenada K-15, que estava composta per 15 capes de Kevlar i que incloïa una placa d'acer balístic Shook Plate de 5x8 situada verticalment sobre el cor, rebent l'US Patent #3971072 per aquesta innovació. Les "plaques de trauma", de similar grandària i ubicació, encara s'empren avui en els panells balístics frontals de la majoria de les armilles ocultables, reduint el trauma per impacte i augmentant la protecció contra bales al centre-massa de la zona cor/estèrnum.
El 1976, Richard Davis, fundador de Second Chance Body Armor, va dissenyar la primera armilla feta totalment de Kevlar, el Model I. La indústria de les armilles antibales lleugeres i ocultables començava a dotar de protecció als agents policials ràpidament. Associacions com la Survivors Club (Club de supervivents) afirmen que des de l'any 1987 les armilles antibales han salvat més de 3.000 vides d'agents policials.

### 1990-2000

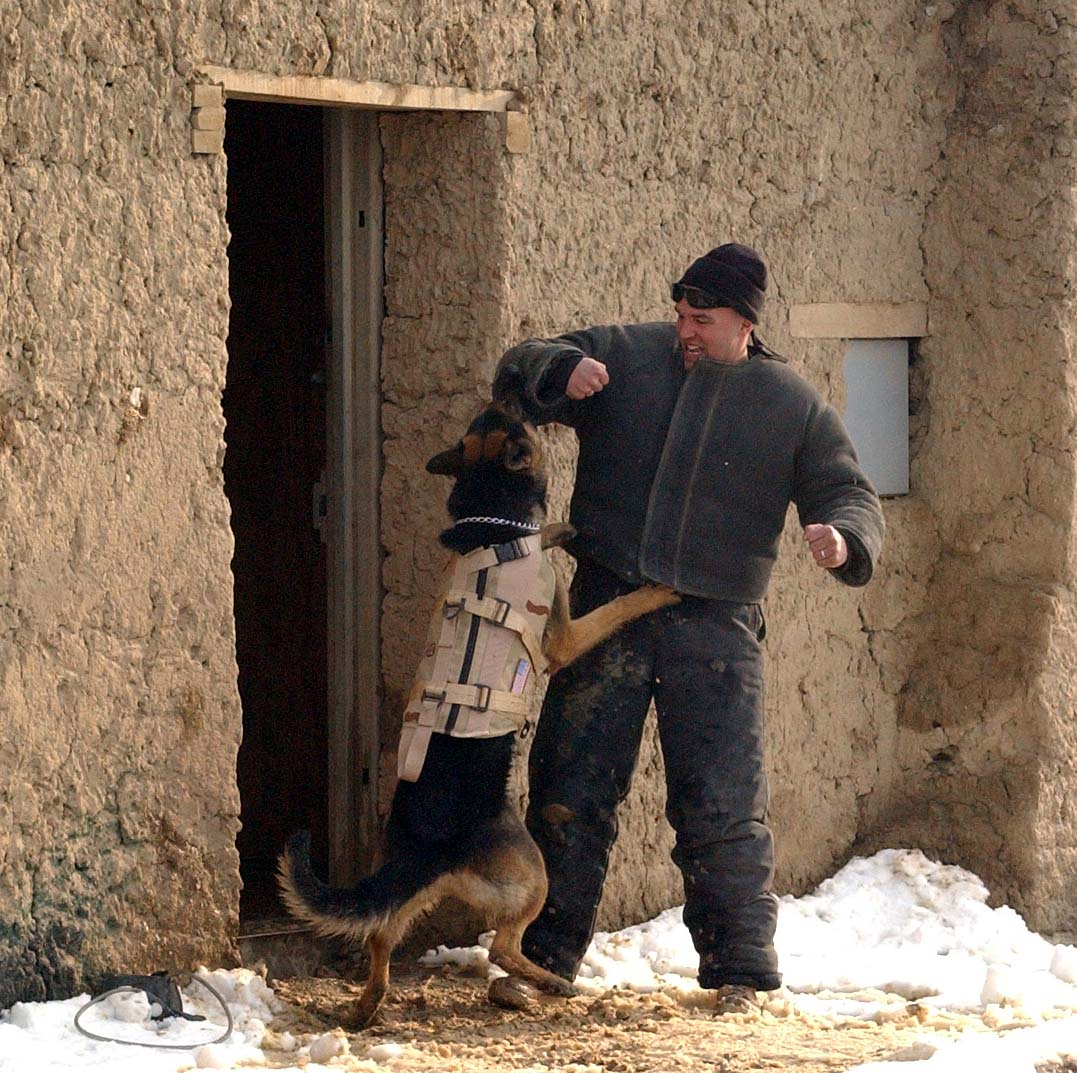
Un Pastor alemany amb armilla antibales durant un entrenament militar a l'Afganistan

Les armadures toves de Kevlar tenen les seves limitacions, perquè l'energia dels resquills grans o de les bales d'alta velocitat poden causar un sever trauma per impacte en àrees vitals específiques. El Ranger Body Armor va ser desenvolupat per les Forces Armades estatunidenques l'any 1991. Tot i ser la segona armilla antibales militar nord-americana moderna va ser capaç d'aturar bales de fusell i al mateix temps era prou lleugera perquè la infanteria la pogués dur en combat, tot i així, encara tenia defectes: era més pesant i no duia protecció al coll i espatlles, a diferència de l'altra armilla d'infanteria, la protecció antiresquills PASGT (Personal Armor System for Ground Troops, sistema de protecció personal per tropes terrestres en anglès). El format del Ranger Body Armor (i armadures més recents subministrades a les unitats especials nord-americanes) ressalten el dilema entre protecció i mobilitat que les modernes armadures han de fer front en cada unitat de les forces armades.
Les armilles més recents, subministrades a un gran nombre de tropes nord-americanes, inclouen l'Interceptor Body Armor, l'Improved Outer Vest i el més avançat Modular Tactical Vest del Cos de Marines. Tots aquests sistemes estan dissenyats amb l'armilla com a protecció contra resquills i bales de pistola. Plaques de ceràmica dura, com l'Small Arms Protective Insert emprades a l'Interceptor Body Armor, protegeixen òrgans vitals d'amenaces majors. Aquestes amenaces són les bales de fusell d'alta velocitat i antiblindatge. Armilles similars han estat adoptades a exèrcits moderns de tot el món.
Des dels 70, diverses fibres noves i mètodes de producció de teixits antibales s'han desenvolupat paral·lelament amb el Kevlar filat, com ara el Dyneema de DSM, els GoldFlex i Spectra de Honeywell, el Twaron de Teijin Twaron, el Dragon Skin de Pinnacle Armor i el Zylon de Toyobo (ara controvertit, ja que nous estudis demostren que es degrada ràpidament, deixant als usuaris amb menor protecció que l'esperada). Aquests nous tèxtils són publicitats com més lleugers, prims i resistents que el Kevlar, encara que són molt més costosos. Les Forces Armades nord-americanes han desenvolupat armadures per als gossos de treball que ajuden als soldats d'infanteria en combat. Segons l'entrenador caní Marí de Primera Michael Thomas, els "nous armilles són una millora" dels anteriors, que només protegien contra ganivetades. Els nous armilles també protegeixen contra bales.

## Protecció contra explosions

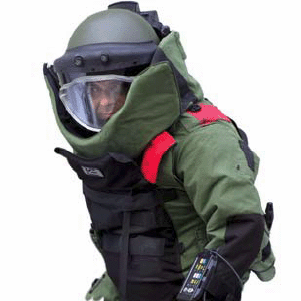
Agent de l'Àrea TEDAX, dels Mossos d'Esquadra, amb un vestit de protecció contra explosions.

Els vestits antiexplosius, usats pels artificiers, són un conjunt de peces que protegeixen a l'home que les porta de molts dels efectes d'un artefacte explosiu de grandària moderada, com les bombes emprades en els atemptats terroristes. Aquest tipus de protecció bàsicament inclou un casc complet reforçat, que cobreix la cara i coll, un protector per l'àrea del baix ventre i els genitals i una armadura molt resistent pel tors. També inclou protecció per la columna, en cas que l'explosió faci volar l'artificier. La visibilitat i mobilitat de la persona que fa servir aquests vestits és molt reduïda, així com el temps que poden treballar amb l'artefacte explosiu.